# Linha 1 do Metrô de Lima
A Linha 1: Villa El Salvador ↔ Bayóvar é a única linha em operação do Metrô de Lima, inaugurada no dia 11 de julho de 2011. Estende-se por cerca de 34,4 km. A cor distintiva da linha é o verde.
Possui um total de 26 estações em operação, das quais 6 são superficiais e 20 são elevadas. A Estação 28 de Julio, atualmente em construção, possibilitará integração com as futuras linhas do Metrô de Lima.
A linha, operada pela GyM y Ferrovías S.A., registrou um movimento de 164 milhões passageiros entre janeiro de 2012 e março de 2015. Atende os seguintes distritos: El Agustino, La Victoria, Lima, San Borja, San Juan de Lurigancho, San Juan de Miraflores, Santiago de Surco, Villa El Salvador e Villa María del Triunfo.

## Trechos
A Linha 1, ao longo dos anos, foi sendo ampliada a medida que novos trechos eram entregues. A tabela abaixo lista cada trecho construído, junto com sua data de inauguração, o número de estações inauguradas e o número de estações acumulado:
| Trecho                          | Inauguração         | N.º de estações entregue | N.º de estações acumulado |
| ------------------------------- | ------------------- | ------------------------ | ------------------------- |
| Villa El Salvador ↔ Miguel Grau | 11 de julho de 2011 | 16                       | 16                        |
| Miguel Grau ↔ Bayóvar           | 12 de maio de 2014  | 10                       | 26                        |

## Estações
| Nome               | Inauguração         | Distrito                | Integração | Posição    | Latitude      | Longitude     |
| ------------------ | ------------------- | ----------------------- | ---------- | ---------- | ------------- | ------------- |
| Villa El Salvador  | 11 de julho de 2011 | Villa El Salvador       | -          | Superfície | 12° 12' 26" S | 76° 56' 01" O |
| Parque Industrial  | 11 de julho de 2011 | Villa El Salvador       | -          | Superfície | 12° 11' 48" S | 76° 56' 23" O |
| Pumacahua          | 11 de julho de 2011 | Villa El Salvador       | -          | Superfície | 12° 10' 54" S | 76° 56' 49" O |
| Villa María        | 11 de julho de 2011 | Villa María del Triunfo | -          | Superfície | 12° 10' 10" S | 76° 57' 02" O |
| María Auxiliadora  | 11 de julho de 2011 | San Juan de Miraflores  | -          | Superfície | 12° 09' 40" S | 76° 57' 23" O |
| San Juan           | 11 de julho de 2011 | San Juan de Miraflores  | -          | Superfície | 12° 09' 23" S | 76° 57' 57" O |
| Atocongo           | 11 de julho de 2011 | San Juan de Miraflores  | -          | Elevada    | 12° 09' 05" S | 76° 58' 47" O |
| Jorge Chávez       | 11 de julho de 2011 | Santiago de Surco       | -          | Elevada    | 12° 08' 33" S | 76° 59' 28" O |
| Ayacucho           | 11 de julho de 2011 | Santiago de Surco       | -          | Elevada    | 12° 08' 05" S | 76° 59' 49" O |
| Cabitos            | 11 de julho de 2011 | Santiago de Surco       | -          | Elevada    | 12° 07' 39" S | 77° 00' 02" O |
| Angamos            | 11 de julho de 2011 | San Borja               | -          | Elevada    | 12° 06' 39" S | 77° 00' 01" O |
| San Borja Sur      | 11 de julho de 2011 | San Borja               | -          | Elevada    | 12° 06' 03" S | 77° 00' 06" O |
| La Cultura         | 11 de julho de 2011 | San Borja               | -          | Elevada    | 12° 05' 14" S | 77° 00' 14" O |
| Nicolás Arriola    | 11 de julho de 2011 | La Victoria             | -          | Elevada    | 12° 04' 31" S | 77° 00' 40" O |
| Gamarra            | 11 de julho de 2011 | La Victoria             | -          | Elevada    | 12° 03' 54" S | 77° 00' 44" O |
| 28 de Julio        | Em obras            | La Victoria             | -          | Elevada    | 12° 03' 40" S | 77° 00' 47" O |
| Miguel Grau        | 11 de julho de 2011 | Lima                    | -          | Elevada    | 12° 03' 15" S | 77° 00' 46" O |
| El Ángel           | 12 de maio de 2014  | El Agustino             | -          | Elevada    | 12° 02' 45" S | 77° 00' 36" O |
| Presbítero Maestro | 12 de maio de 2014  | Lima                    | -          | Elevada    | 12° 02' 30" S | 77° 00' 42" O |
| Caja de Agua       | 12 de maio de 2014  | San Juan de Lurigancho  | -          | Elevada    | 12° 01' 39" S | 77° 00' 40" O |
| Pirámide del Sol   | 12 de maio de 2014  | San Juan de Lurigancho  | -          | Elevada    | 12° 01' 05" S | 77° 00' 10" O |
| Los Jardines       | 12 de maio de 2014  | San Juan de Lurigancho  | -          | Elevada    | 12° 00' 22" S | 77° 00' 21" O |
| Los Postes         | 12 de maio de 2014  | San Juan de Lurigancho  | -          | Elevada    | 11° 59' 50" S | 77° 00' 35" O |
| San Carlos         | 12 de maio de 2014  | San Juan de Lurigancho  | -          | Elevada    | 11° 59' 05" S | 77° 00' 24" O |
| San Martín         | 12 de maio de 2014  | San Juan de Lurigancho  | -          | Elevada    | 11° 58' 29" S | 76° 59' 59" O |
| Santa Rosa         | 12 de maio de 2014  | San Juan de Lurigancho  | -          | Elevada    | 11° 58' 06" S | 76° 59' 37" O |
| Bayóvar            | 12 de maio de 2014  | San Juan de Lurigancho  | -          | Elevada    | 11° 57' 35" S | 76° 59' 15" O |